# Oceanid
Oceanid este o arie protejată (arie specială de conservare — SAC, sit de importanță comunitară — SCI, arie de protecție specială avifaunistică — SPA) din Cipru întinsă pe o suprafață de 832.622,66 ha, integral marine.

## Localizare
Centrul sitului Oceanid este situat la coordonatele 34°47′36″N 32°11′45″E / 34.7932°N 32.1959°E.

## Înființare
Situl Oceanid a fost declarat sit de importanță comunitară în februarie 2019 pentru a proteja 21 de specii de animale. Alte tipuri de protecție:
- arie de protecție specială avifaunistică (în iunie 2021)[2]
- arie specială de conservare (în iulie 2021)[1][3][4]

## Biodiversitate
Situată în ecoregiunea marină mediteraneană, aria protejată nu include niciun habitat protejat.
La baza desemnării sitului se află mai multe specii protejate:
- păsări (17): rață sulițar (Anas acuta), rață pitică (Anas crecca), egretă mare (Ardea alba), stârc cenușiu (Ardea cinerea), Ardea purpurea purpurea, Calonectris diomedea, chirichița cu obraz alb (Chlidonias hybrida), chirighiță-cu-aripi-albe (Chlidonias leucopterus), Falco eleonorae, Larus audouinii, Larus genei, pescăruș-cu-cap-negru (Larus melanocephalus), Phalacrocorax aristotelis, țigănuș (Plegadis falcinellus), Puffinus yelkouan, rață cârâitoare (Spatula querquedula), chiră mică (Sternula albifrons)
- mamifere (2): foca-călugăr (Monachus monachus), delfin mare (Tursiops truncatus)
- reptile (2): Caretta caretta, Chelonia mydas

Pe lângă speciile protejate, pe teritoriul sitului au mai fost identificate 3 specii de păsări, 3 specii de mamifere.